# Цешевко
Цешевко (пол. Cieszewko) — село в Польщі, у гміні Дробін Плоцького повіту Мазовецького воєводства. Населення — 126 осіб (2011).
У 1975—1998 роках село належало до Плоцького воєводства.

## Демографія
Демографічна структура станом на 31 березня 2011 року:
|          | Загалом | Допрацездатний вік | Працездатний вік | Постпрацездатний вік |
| -------- | ------- | ------------------ | ---------------- | -------------------- |
| Чоловіки | 67      | 18                 | 37               | 12                   |
| Жінки    | 59      | 17                 | 26               | 16                   |
| Разом    | 126     | 35                 | 63               | 28                   |